# Kalooga
Kalooga is een mediabedrijf dat vooral bekendstaat om zijn zoekmachine, waarmee gezocht kan worden naar afbeeldingen. Naast de zoekmachine zorgt de door Kalooga ontwikkelde software voor het invullen van beeldmateriaal op websites. Het hoofdkantoor bevindt zich in Groningen, verkoopkantoren zijn er in Londen, Madrid en Berlijn. Kalooga werd opgericht in 2005 door Merijn Terheggen. Sinds mei 2013 heeft de Duitse mediaconglomeraat Bertelsmann AG een minderheidsaandeel in het bedrijf.
Kalooga zorgt onder andere voor automatisch relevant beeld voor de websites van De Telegraaf, Elsevier (opinieweekblad), Voetbalzone en 20 minutos.